# The WB Television Network
The WB Television Network was een Amerikaans televisienetwerk, opgericht in januari 1995 door Warner Bros. en de Tribune Company, een mediaconglomeraat gevestigd in Chicago, Illinois. Warner Brothers is nu een onderdeel van Time Warner.
Op 17 september 2006 stopte The WB met uitzenden en ging gedeeltelijk op in het nieuwe The CW televisienetwerk.

## Overzicht
Het WB Television Network levert de programma's voor de televisiestations, die het eigendom zijn van de Tribune Company. Omdat de programma's van deze stations in de meeste gevallen ook via kabeltelevisie worden gedistribueerd, bereikt het WB Television Network ongeveer 92% van de kijkers in de Verenigde Staten.
Enkele series die op deze zender uitgezonden werden, zijn: Gilmore Girls, One Tree Hill, Smallville, Charmed, Buffy the Vampire Slayer, Angel en Dawson's Creek.
Tot voor kort was de Loony Tunes cartoon-kikker, Michigan J. Frog, het symbool voor het televisienetwerk. In de laatste jaren zijn de kijkcijfers van het WB Television Network nogal achteruitgegaan, en daarom heeft het televisienetwork in de zomer van 2005 zijn doelgroep veranderd van jonge vrouwen tussen 18 en de 24 jaar, tot een bredere groep tussen de 18 en 34 jaar oud. Omdat de oudere kijkers in deze groep zich minder aangetrokken voelen door een getekende kikker, heeft het televisienetwerk het gebruik van de mascotte laten vallen.

## Kids WB
Kids WB zendt de volgende programma's uit:
- Animaniacs (1995)
- Astro Boy (17 januari, 2004)
- Batman: The Animated Series
- Batman Beyond (2000-2002)
- Bring on the Batman, (deb. 2004)
- Bugs and Daffy
- Charmed (1998-2006)
- Dexter's Laboratory
- Detention
- Freakazoid
- Generation O
- Gilmore Girls (2000-2007 )
- Jackie Chan Adventures (2000)
- !Mucha Lucha (2002)
- Ozzy and Drix (2002)
- Pinky and the Brain
- Pokémon (1998)
- Static Shock (2000)
- Superman: The Animated Series (1996-1997/1998)
- Teen Titans (2003}
- That's Warner Bros.
- Tiny Toon Adventures
- Wayneheads (1996-1997)
- What's New Scooby Doo
- X-Men (1997-1999, Kids WB)
- X-Men Evolution
- Yu-Gi-Oh! (Engels 2001)
- Zeta Project (2000-2002)